# 雄鹿原村
雄鹿原村（おがはらそん）は、広島県山県郡にあった村。現在の山県郡北広島町の一部にあたる。

## 地理
- 河川：馬ノ原川[1]、中祖川[1][2]、大佐川[3]、橋山川[4]、松原川[4]
- 山岳：掛頭山[1]、大佐山[3]、臥竜山[4]

## 歴史
- 1889年（明治22年）4月1日、町村制の施行により、山県郡政所村、雲耕村、宮地村、中祖村、荒神原村、橋山村が合併して村制施行し、雄鹿原村が発足[5][6]。旧村名を継承した6大字を編成[5]。
- 1945年（昭和20年）代、大字政所・宮地の一部が大元となり7大字となる[5]。
- 1956年（昭和31年）9月30日、山県郡中野村、美和村、八幡村と合併し、町制施行し芸北町を新設して廃止された[5][6]。

## 産業
- 農業